# XXVIII съезд КПСС
XXVIII съезд Коммунисти́ческой па́ртии Сове́тского Сою́за проходил в Москве 2—13 июля 1990 года. В его работе приняло участие 4683 делегата (норма представительства — 1 делегат от 4 тысяч членов КПСС).
Последний съезд партии до её запрета в 1991 году, а также — единственный после Великой Отечественной войны съезд, которому предшествовала партийная конференция (XIX конференция КПСС, 1988 год).

## Созыв съезда
Решение о созыве очередного XXVIII съезда КПСС было принято на Пленуме Центрального Комитета КПСС, состоявшемся 19 сентября 1989 года. На Пленуме был выбран месяц созыва съезда (октябрь 1990 года) и утверждена повестка дня.

## Порядок избрания делегатов
Впервые в партийной практике КПСС в ряде краевых и областных партийных организаций избрание делегатов на съезд осуществлялось не соответствующими территориальными конференциями партии, а в специально созданных партийных избирательных округах тайным голосованием коммунистов данных парторганизаций на основе альтернативного голосования. В работе съезда (с правом совещательного голоса) также принимали участие 350 приглашённых рабочих и крестьян.
84 процента делегатов ранее не избирались на съезды и всесоюзные конференции КПСС.

## Создание КП РСФСР
Незадолго до открытия общепартийного съезда, 19—23 июня 1990 года была созвана Российская партийная конференция, которая позиционировала себя как Учредительный съезд Компартии РСФСР (в составе КПСС). В конференции-съезде приняли участие 2768 делегатов, избранных на XXVIII съезд КПСС от партийных организаций РСФСР. Присутствующий на съезде Михаил Горбачёв поддержал предложение о создании Компартии России. Работа I съезда КП РСФСР продолжилась в сентябре 1990 года, когда был окончательно сформирован состав руководства.

## Ход съезда
Само открытие съезда началось с небольшого скандала: делегат от Магаданской области В. Д. Блудов, взявший слово в начале съезда, предложил Съезду немедленно отправить М. С. Горбачёва в отставку.
Впервые с начала 1920-х годов в работе съезда и выработке его итогов документов приняли участие представители нескольких разных платформ (Демократическая платформа, Марксистская платформа и др.).

Генеральный секретарь ЦК партии впервые избирался голосованием делегатов партийного съезда и на альтернативной основе.
1. «Теперь, когда завершен второй этап политической реформы, мы видим задачу партии в том, чтобы содействовать становлению вновь созданных органов народовластия. Сейчас происходят революционные изменения в деятельности республиканских органов власти, в ведение которых переходит значительная часть вопросов, решавшихся ранее в центре. Это не только даёт им новые возможности, но и поднимает их ОТВЕТСТВЕННОСТЬ за ход дел, за решение социально-экономических и других вопросов, затрагивающих повседневную жизнь НАРОДА.
В соответствии с законом о местных Советах и самоуправлении кардинально меняется и положение местных Советов. В их распоряжении теперь будут большие материальные ресурсы, которые должны рационально использоваться в ИНТЕРЕСАХ развития районов и городов. Если к этому добавить, что работа Советов проходит на новой законодательной базе, в новых организационных формах, что коренным образом меняются структура и положение аппарата Советов, то тут действительно много жизненно важных задач. Мы все кровно заинтересованы, чтобы быстрее проходил процесс становления новых органов власти, и партийные комитеты должны всячески содействовать развитию процессов демократизации, освоения Советами новых властных полномочий.
На первый план, товарищи, вышла сейчас задача укрепления законности и ПРАВОПОРЯДКА. На разных форумах и к партии, и ко вновь избранным органам Советской власти люди предъявляют категорическое требование — ОСТАНОВИТЬ нарастание преступности, антиобщественных проявлений, решительно укрепить ПРАВОПОРЯДОК. …
Мне хотелось бы прежде всего привлечь ваше внимание вот к чему. Мы должны ясно видеть непосредственную связь состояния ПРАВОПОРЯДКА и законности с уровнем политической и социальной стабильности в стране. Раз это так, то на её укрепление в первую очередь и должна быть направлена деятельность вновь созданных органов власти. И не надо ждать на этот счёт каких-то новых указаний и законов, уже сейчас ДОСТАТОЧНО политических и ПРАВОВЫХ средств, для того чтобы решительно поправить положение к лучшему. Надо только действовать, и действовать решительно. Очень хорошо, что многие Советы это поняли и уже взялись за решение проблемы практически. Хотя есть и такие, которые находятся все ещё в стадии „митинговщины“.
Второе. Думается, многое объясняется своего рода комплексом неуверенности работников органов прокуратуры, МВД и даже судов — комплексом, сформировавшимся под давлением митинговых акций, демонстраций, разного рода ультиматумов. Или даже под воздействием выборных органов, которые под тем или иным предлогом препятствовали — есть сейчас много таких фактов — прокуратуре, милиции и судам обеспечивать ДЕЙСТВИЕ ЗАКОНОВ» (с.76-77)
-
2. «Об отношении к массовым ОБЩЕСТВЕННЫМ организациям. Для нашей партии всегда имели огромное значение отношения с ПрофСоюзами. Ведь это, по существу, вопрос о её социальной базе, о прямой и обратной связи с миллионами рабочих, служащих, а в последние годы, в связи с созданием ПрофСоюзных организаций на селе, — и крестьян.
Организации трудящихся, призванные в первую очередь отстаивать их экономические ИНТЕРЕСЫ и ПРАВА, бороться против, как говорил Ленин, преувеличений администрации, всегда занимали важное место в жизни нашего ОБЩЕСТВА. Но выполняли они, как известно, по преимуществу подсобные функции, находились в подчинённом положении. Этому отвечал и традиционный образ ПрофСоюзов как „рычагов“, „приводных ремней“ и т. д. Понятно, что такой подход определённым образом искажал само предназначение Профессиональных Союзов, он неприемлем в условиях перестройки и демократизации ОБЩЕСТВА.
Собственно говоря, отношения между партией и ПрофСоюзами уже меняются. Ушли в прошлое времена, когда они безропотно исполняли указания партийного начальства, были на многих предприятиях своего рода придатком администрации.
Перестройка ПрофСоюзов началась с запозданием. Сейчас она набирает темп. Но отставание, приверженность старым методам и механизмам взаимодействия с членской массой привели в ряде случаев к неверию рабочих в способность ПрофСоюзных комитетов отстаивать их законные ИНТЕРЕСЫ. И в момент социального обострения возникли параллельные структуры — стачкомы, которые, опять же вследствие безпомощности властей и ПрофСоюзов, пошли на расширение своих функций.
Фактически мы имеем дело с возрождением рабочего движения в Советском Союзе. Это вопрос исключительно серьёзный, напрямую связанный с судьбой партии, в нём надо разбираться основательно.
Десятилетия господства административно-командной системы привели к отчуждению рабочего класса от собственности и от власти. И у рабочих есть подозрение, что ими по-прежнему хотят манипулировать, меняя только тактику, манеру общения. Отсюда одна из задач обновления партии — довести до конца ликвидацию старого командного механизма взаимоотношений с рабочим классом, делом доказать, что КПСС готова на всех уровнях отстаивать его ИНТЕРЕСЫ и справедливые требования, поддерживать его прямых представителей в парламентской борьбе и политической деятельности на союзном и местном уровнях.
Оселком для проверки способности партии защитить ИНТЕРЕСЫ трудящихся будет — сумеет ли она добиться, чтобы не был снижен их жизненный уровень, особенно низкооплачиваемых, при переходе к рыночной экономике.
Здесь нужны и постоянная живая связь с массами, и компетентность, и политическое искусство, чтобы, отстаивая ИНТЕРЕСЫ данного слоя трудящихся, данного их отряда, не нанести ущерба прогрессу, динамике перестройки.
Отношения партии с ПрофСоюзами, с другими рабочими организациями будут строиться на партнерской, товарищеской основе. Ни в коей мере не вмешиваясь во внутренние дела ПрофСоюзов, парткомы должны использовать всё свое влияние, чтобы поддерживать их обоснованные требования и инициативы» (с.92-93)
-
3. «О коммунистических партиях союзных республик. Думаю, делегаты съезда согласятся, что это актуальнейший сейчас вопрос. И не только организационный, поскольку он затрагивает саму природу нашей партии как интернационалистской организации. В таком качестве она была создана Лениным, в таком качестве многие десятилетия выполняла роль цементирующей силы нашего многонационального государства. И принципиально важно, чтобы именно этот её характер сохранился, иначе и страна, и государство, и сама партия понесут большие потери, может быть невосполнимые.
Принципиальный подход к решению возникших проблем, вероятно, ни у кого не вызывает сомнений. Мы исходим из того, что целостность КПСС вполне сочетается с максимальной самостоятельностью компартий союзных республик и автономий, нисколько не ограничивает их возможности учитывать национальные, исторические, местные и другие особенности, по своему усмотрению решать кадровые, финансовые и другие вопросы своей деятельности. Но поскольку эти проблемы переплетаются с процессом преобразования нашего Союза, то здесь есть разные тенденции, вплоть до федерализации партии и отделения от неё. Вы знаете ситуацию в Прибалтийских республиках. Несмотря на все меры, принимавшиеся Центральным Комитетом, нам не удалось помешать расколу на партии, оставшиеся на Платформе КПСС и вышедшие из неё. В результате коммунистическое движение в республиках резко ослаблено, к власти там пришли другие политические силы.
Если мы сейчас дадим себя втянуть в размежевание, в расколы, разъединения, то это нанесёт поражение коммунистическому движению, будет ослаблять его и открывать возможности для усиления позиций других политических сил. Всем нам нужно извлечь урок из этих событий, постараться найти новые подходы к укреплению интернациональной целостности КПСС, не исключаю — и компартий этих республик. В проекте Устава уже предусмотрено создание ряда механизмов согласования интересов республиканских компартий с интересами партии в целом. Нужно подумать и о соответствующих процедурах при принятии принципиальных политических решений. Важно, чтобы ни одна компартия не возвышалась над другой, не имела возможности навязывать другим свою волю.
Многие делегаты нашего съезда имели возможность участвовать, а другие — наблюдать, как шла работа конференции, объявившей себя Учредительным съездом Компартии Российской Федерации. В центре её была озабоченность коммунистов судьбой страны, трудными проблемами республики, стремление использовать возможности вновь создаваемой республиканской партии, чтобы помочь возрождению России, её многочисленных народов, укреплению нашего многонационального государства. Мне представляется важным отметить зафиксированную в документах съезда волю российских коммунистов — содействовать укреплению КПСС как единой общесоюзной партии, равноправно сотрудничать с компартиями других республик. Я думаю, мы можем приветствовать такую принципиальную позицию российских коммунистов.
А что касается взаимодействия составных частей КПСС, то уверен, мы в состоянии решить все задачи, если будем помнить о главном: ВМЕСТЕ коммунисты составляют мощную политическую силу, но они её растеряют, если разойдутся по национальным квартирам» (с.95-97)
М. С. Горбачёв Доклад Генерального секретаря ЦК, XXVIII съезд КПСС 2 июля 1990 г. Стеногр. отчёт, Т.1. с.76-77, 92-93, 95-97.

(Об этих же проблемах заявлено в 1986 г. — XXVII съезд КПСС)

## Итоги съезда
Съезд впервые избрал ЦК КПСС без кандидатов в члены, только из членов, в составе 412 человек.
Из-за внутренних разногласий съезду не удалось утвердить Программу КПСС.
Съезд выявил глубокий кризис в партии: консерваторы на съезде оказались в меньшинстве, однако сторонники реформ уже не хотели ассоциировать свою политику с КПСС. Прямо на съезде Б. Н. Ельцин и некоторые другие его единомышленники вышли из партии.
Несмотря на глубокий кризис внутри партии и ослабление её позиций в обществе, М. С. Горбачёв был переизбран Генеральным секретарём партии на второй срок (голосовало за — 3411, против — 1116, за альтернативную кандидатуру Т. Г. Авалиани — 501 голос за, 4026 — против), его заместителем был избран его сторонник В. А. Ивашко (за — 3109, против — 1309; Е. К. Лигачёв — за — 776, против — 3642; А. С. Дудырев — за — 150, против — 4268). С этого момента М. С. Горбачёв начал терять рычаги влияния в партии. После съезда на пленумах ЦК КПСС неоднократно звучала резкая критика в его адрес и неоднократно ставился вопрос о его отставке.
В то же время, ряд бывших крупных функционеров КПСС (Э. А. Шеварднадзе, А. Н. Яковлев) уже в 1991 году начали создавать альтернативную партию. Процесс превращения республиканских компартий в фактически независимые от КПСС партии начался ещё раньше, с событий в Литве 1989 года.
Съезд избрал ЦКК КПСС в составе 165 человек.
Состоявшийся по окончании XXVIII съезда КПСС I пленум ЦК (13—14 июля 1990 года) избрал новый состав политбюро ЦК КПСС, также впервые без кандидатов в члены. В политбюро не вошёл ни один из прежних членов, за исключением Горбачёва и Ивашко. Членами было избрано 24 человека, включая всех первых секретарей компартий союзных республик СССР (в состав политбюро впервые в истории не вошли руководители правительства и главных политических ведомств). 19 из них оставались членами политбюро до момента упразднения КПСС. Некоторые члены ЦК КПСС (А. Гельман, С. Шаталин и другие) вышли из партии или были исключены из неё ещё до формального запрета КПСС в ноябре 1991 года. Были также избраны 11 секретарей и 5 членов секретариата, а также главный редактор «Правды».
Пленум ЦК тайным голосованием избрал Политбюро ЦК КПСС в следующем составе: М. С. Горбачёв, М. М. Бурокявичюс, Г. Г. Гумбаридзе, С. И. Гуренко, А. С. Дзасохов, В. А. Ивашко, И. А. Каримов, П. К. Лучинский, А. М. Масалиев, К. Махкамов, В. М. Мовсисян, А. Н. Муталибов, Н. А. Назарбаев, С. А. Ниязов, И. К. Полозков, Ю. А. Прокофьев, А. П. Рубикс, Г. В. Семенова, Э.-А. А. Силлари, Е. Е. Соколов, Е. С. Строев, И. Т. Фролов, О. С. Шенин, Г. И. Янаев.
Секретарями ЦК КПСС избраны: О. Д. Бакланов, Б. В. Гидаспов, А. Н. Гиренко, А. С. Дзасохов, В. А. Купцов, Ю. А. Манаенков, Г. В. Семенова, Е. С. Строев, В. М. Фалин, О. С. Шенин, Г. И. Янаев.
Членами Секретариата избраны: В. В. Анискин, В. А. Гайворонский, И. И. Мельников, А. И. Тепленичев, Г. Тургунова.
Пленум избрал главным редактором газеты «Правда» И. Т. Фролова.
14 июля состоялся пленум ЦКК КПСС, избравший президиум ЦКК КПСС в следующем составе: председатель — Б. К. Пуго, заместитель председателя — Е. Н Махов, члены президиума: Д. Г. Ананян, А. Г. Бабаев, М. О. Бахтадзе, Г. Г. Веселков, Э. Д. Дуйшеев, Е. А. Елисеев, Е. Г. Ежиков-Бабаханов, А. П. Клауцен, М. И. Кодин, К. М. Кубилюс, А. Л. Радугин, А. А. Санчуковсий, П. П. Тодоров, Р. Б. Фейзуллаев, Ш. М. Юлдашев.

Как отмечал член Ленинградского обкома КПСС и ЦК КП РСФСР Виктор Тюлькин: 
На этом съезде дали определенный бой, прежде всего, курсу на рынок. Тогда мы совместно с «марксистской платформой» и с другими левыми делегатами выступили с «заявлением меньшинства», в котором предупреждали партию и народ, что «лечение» социализма капитализмом приведет не к повышению благосостояния людей, не к расцвету экономики, а к тяжелым бедствиям и все это кончится крахом. Мы подчеркивали, что партия не может называться коммунистической, если она ведет людей в капитализм, поэтому сама КПСС такого удара не выдержит. К сожалению, эти прогнозы сбылись.

## Съезды коммунистических партий, проходившие после запрета КПСС
После распада СССР инициативная группа членов ЦК КПСС во главе с Константином Николаевым и Алексеем Пригариным, с разрешения Конституционного суда РСФСР, провела собрание членов ЦК партии, которое объявило себя пленумом ЦК и приняло решения об исключении М. С. Горбачёва из партии, о роспуске политбюро и секретариата ЦК и о созыве Всесоюзной партконференции. 10 октября 1992 года в Москве прошла XX Всесоюзная конференция КПСС, которая подтвердила решения чрезвычайного пленума ЦК КПСС, рассмотрела проекты новой Программы и Устава КПСС и приняла решение о подготовке XXIX съезда КПСС.
26-27 марта 1993 года в Москве состоялся XXIX съезд КПСС (он должен был собраться ещё в ноябре 1991 года, но помешал Августовский путч), на котором было принято решение о преобразовании КПСС в СКП—КПСС, была принята Программа и Устав Союза, избран Совет СКП — КПСС во главе с О. С. Шениным. Порядок нумерации съездов сохранился.